# Lijst van rijksmonumenten in Langbroek
De plaats Langbroek telt 64 inschrijvingen in het rijksmonumentenregister. Hieronder een overzicht.
| Object | Oorspronkelijke functie?  | Bouwjaar                                        | Architect | Locatie                       | Coördinaten?                  | Nr.?   | Afbeelding                                                                         |
| --- | ------------------------- | ----------------------------------------------- | --------- | ----------------------------- | ----------------------------- | ------ | ---------------------------------------------------------------------------------- |
| Huisje met mansarde dak | Woonhuis                  | 1855 (jaartalankers)                            |           | Brink 1                       | 52° 0' 39" NB, 5° 19' 37" OL  | 23873  | Meer afbeeldingen                                                                  |
| Gecementeerd huis met rechte kroonlijst | Woonhuis                  | 19e eeuw                                        |           | Brink 2                       | 52° 0' 40" NB, 5° 19' 37" OL  | 23874  | Meer afbeeldingen                                                                  |
| Gepleisterd laag huis met rechte kroonlijst, gedeeltelijk onderkelderd | Woonhuis                  |                                                 |           | Brink 5                       | 52° 0' 40" NB, 5° 19' 38" OL  | 23875  | Meer afbeeldingen                                                                  |
| Nederlands hervormde kerk | Kerk en kerkonderdeel     | ca. 1500                                        |           | Brink 8                       | 52° 0' 41" NB, 5° 19' 39" OL  | 23876  | Meer afbeeldingen                                                                  |
| Laag huis met mansarde dak | Woonhuis                  | 19e-20e eeuw                                    |           | Brink 9                       | 52° 0' 41" NB, 5° 19' 37" OL  | 23877  | Meer afbeeldingen                                                                  |
| Gemeentehuis, laag witgepleisterd huis met schilddak | Woonhuis                  | 18e eeuw                                        |           | Brink 12                      | 52° 0' 40" NB, 5° 19' 36" OL  | 23878  | Meer afbeeldingen                                                                  |
| Boerderij, witgepleisterd bakstenen gebouw onder afgewolfde rieten zadeldak | Boerderij                 | 18e eeuw                                        |           | Langbroekerdijk A 13          | 52° 0' 1" NB, 5° 21' 11" OL   | 23879  | Meer afbeeldingen                                                                  |
| Boerderij, gepleisterd bakstenen gebouw onder afgewolfd rieten zadeldak | Boerderij                 | 18e-19e eeuw                                    |           | Langbroekerdijk A 17          | 52° 0' 8" NB, 5° 20' 58" OL   | 23880  | Meer afbeeldingen                                                                  |
| Boerderij, T-huis, klein gedeeltelijk gepleisterd en geheel witgesausd bakstenen gebouw met afgewolfd rieten zadeldak boven het woongedeelte en pannen zadeldak boven het bedrijfsgedeelte | Boerderij                 | 18e-19e eeuw                                    |           | Langbroekerdijk A 27          | 52° 0' 16" NB, 5° 20' 43" OL  | 23881  | Meer afbeeldingen                                                                  |
| Boerderij, grof-korrelig gepleisterd bakstenen gebouw onder afgewolfd pannen zadeldak | Bijgebouwen kastelen enz. | 18e-19e eeuw                                    |           | Langbroekerdijk A 33          | 52° 0' 29" NB, 5° 20' 12" OL  | 23882  | Meer afbeeldingen                                                                  |
| Boerderij, dwarshuis met opkamer, zadeldak | Boerderij                 |                                                 |           | Langbroekerdijk A 45          | 52° 0' 37" NB, 5° 19' 43" OL  | 23883  | Boerderij, dwarshuis met opkamer, zadeldak                                         |
| Boerenwoning, bakstenen gebouw onder afgewolfd rieten zadeldak | Boerderij                 | 18e-19e eeuw                                    |           | Langbroekerdijk A 49          | 52° 0' 37" NB, 5° 19' 41" OL  | 23884  | Boerenwoning, bakstenen gebouw onder afgewolfd rieten zadeldak                     |
| Tot winkelhuis verbouwde boerderij | Boerderij                 | 18e-19e eeuw                                    |           | Langbroekerdijk A 83          | 52° 0' 41" NB, 5° 19' 30" OL  | 23885  | Meer afbeeldingen                                                                  |
| Lunenburg | Kasteel, buitenplaats     | midden 19e eeuw (landhuis) 14e eeuw (woontoren) |           | Langbroekerdijk A 99          | 52° 0' 41" NB, 5° 19' 14" OL  | 23886  | Meer afbeeldingen                                                                  |
| Lage arbeiderswoningen onder een rechte kroonlijst, zadeldak | Woonhuis                  |                                                 |           | Langbroekerdijk A 103         | 52° 0' 52" NB, 5° 18' 50" OL  | 23887  | Lage arbeiderswoningen onder een rechte kroonlijst, zadeldak                       |
| Landhuis | Woonhuis                  | 1781 (muurankers)                               |           | Langbroekerdijk A 133         | 52° 1' 1" NB, 5° 18' 17" OL   | 23889  | Meer afbeeldingen                                                                  |
| Dubbel woonhuis, bakstenen gebouw onder pannen schilddak | Woonhuis                  | 1783 (jaarankers)                               |           | Langbroekerdijk A 137         | 52° 1' 1" NB, 5° 18' 16" OL   | 23890  | Meer afbeeldingen                                                                  |
| Boerderij, klein gepleisterd bakstenen gebouw onder afgewolfd rieten zadeldak | Boerderij                 | 18e-19e eeuw                                    |           | Langbroekerdijk A 4           | 51° 59' 58" NB, 5° 21' 21" OL | 23891  | Meer afbeeldingen                                                                  |
| Boerderij van het voerdeeltype, gedeeltelijk gepleisterd bakstenen gebouw onder afgewolfd zadeldak van riet en pannen                                                                      | Boerderij                 | 18e eeuw                                        |           | Langbroekerdijk A 6           | 51° 59' 58" NB, 5° 21' 20" OL | 23892  | Meer afbeeldingen                                                                  |
| Boerderij, dwarshuis, gecementeerd zadeldak met riet gedekt, afgewolfd aan de zijgevels, opkamer                                                                                           | Boerderij                 | 1617                                            |           | Langbroekerdijk A 10          | 52° 0' 3" NB, 5° 21' 11" OL   | 23893  | Meer afbeeldingen                                                                  |
| Groenestein | Kasteel, buitenplaats     | 1617 (wapensteen)                               |           | Langbroekerdijk A 16          | 52° 0' 14" NB, 5° 20' 53" OL  | 23894  | Meer afbeeldingen                                                                  |
| Boerderij, dwarshuis, gecementeerd zadeldak met riet gedekt, afgewolfd aan de zijgevels, opkamer                                                                                           | Boerderij                 |                                                 |           | Langbroekerdijk A 30          | 52° 0' 27" NB, 5° 20' 23" OL  | 23898  | Meer afbeeldingen                                                                  |
| Boerderij, langhuis, gepleisterde voorgevel met afgewolfd rieten dak | Boerderij                 |                                                 |           | Langbroekerdijk A 32          | 52° 0' 29" NB, 5° 20' 20" OL  | 23899  | Meer afbeeldingen                                                                  |
| Boerderij op T-vormig grondplan bakstenen gebouw met woongedeelte onder rieten zadeldak tussen zijtopgevels met vlechtingen en het bedrijfsgedeelte onder afgewolfd rieten zadeldak        | Boerderij                 | 1819                                            |           | Langbroekerdijk A 38          | 52° 0' 33" NB, 5° 20' 14" OL  | 23900  | Meer afbeeldingen                                                                  |
| BoerderijI, witgepleisterd bakstenen gebouw onder afgewolfd rieten zadeldak | Boerderij                 | 18e eeuw                                        |           | Langbroekerdijk A 68          | 52° 0' 43" NB, 5° 19' 26" OL  | 23903  | Meer afbeeldingen                                                                  |
| Boerenhofstede | Boerderij                 | 18e-19e eeuw                                    |           | Langbroekerdijk A 80          | 52° 0' 50" NB, 5° 19' 22" OL  | 23904  | Meer afbeeldingen                                                                  |
| Dubbel woonhuis | Woonhuis                  | 19e eeuw                                        |           | Langbroekerdijk A 86          | 52° 0' 57" NB, 5° 18' 38" OL  | 23905  | Upload foto                                                                        |
| Boerderij, gepleisterd bakstenen gebouw onder rieten zadeldak met topgevel aan de voorzijde en afgewolfd aan de achterkant                                                                 | Boerderij                 | 18e-19e eeuw                                    |           | Langbroekerdijk B 1           | 51° 59' 46" NB, 5° 21' 44" OL | 23906  | Meer afbeeldingen                                                                  |
| Boerderij, wit gepleisterd bakstenen gebouwtje onder een afgewolfd rieten zadeldak | Boerderij                 | 18e-19e eeuw                                    |           | Langbroekerdijk B 7           | 51° 59' 37" NB, 5° 22' 5" OL  | 23907  | Boerderij, wit gepleisterd bakstenen gebouwtje onder een afgewolfd rieten zadeldak |
| Theekoepel | Tuin, park en plantsoen   | 19e eeuw                                        |           | Langbroekerdijk B 11          | 51° 59' 29" NB, 5° 22' 44" OL | 23908  | Meer afbeeldingen                                                                  |
| Boerderij 'Dykhoeve' | Boerderij                 | 19e eeuw                                        |           | Langbroekerdijk B 4           | 51° 59' 50" NB, 5° 21' 39" OL | 23909  | Meer afbeeldingen                                                                  |
| Boerderij, bakstenen gebouw onder rietdak | Boerderij                 | 1829 (jaartalankers)                            |           | Langbroekerdijk B 8           | 51° 59' 46" NB, 5° 21' 49" OL | 23910  | Meer afbeeldingen                                                                  |
| Boerderij 'Oude dompselaer' | Boerderij                 | 1781                                            |           | Langbroekerdijk B 24          | 51° 59' 31" NB, 5° 22' 42" OL | 23911  | Meer afbeeldingen                                                                  |
| Boerderij, bakstenen gebouw onder afgewolfd pannen zadeldak | Boerderij                 | 18e-19e eeuw                                    |           | Langbroekerdijk B 26          | 51° 59' 31" NB, 5° 22' 56" OL | 23912  | Meer afbeeldingen                                                                  |
| Boerderij, bakstenen gebouw met witgepleisterde voorgevel onder afgewolfd rieten zadeldak                                                                                                  | Boerderij                 | 18e-19e eeuw                                    |           | Wilhelminaweg 4               | 52° 0' 27" NB, 5° 20' 14" OL  | 23914  | Meer afbeeldingen                                                                  |
| Boerenwoning | Boerderij                 | 18e-19e eeuw                                    |           | Wijkerweg 1                   | 51° 59' 53" NB, 5° 21' 25" OL | 23915  | Boerenwoning                                                                       |
| Boerderij-herberg 'De steenen brug' | Boerderij                 | 19e eeuw                                        |           | Wijkerweg 2                   | 51° 59' 54" NB, 5° 21' 27" OL | 23916  | Boerderij-herberg 'De steenen brug'                                                |
| Terrein waarin overblijfselen van het versterkte huis Groenestein | Archeologisch monument    | middeleeuwen                                    |           | Bij Groenesteijnsesteeg       | 52° 0' 15" NB, 5° 20' 53" OL  | 45644  | Upload foto                                                                        |
| Terrein waarin de overblijfselen van het versterkte huis Lunenburg | Archeologisch monument    | 14e eeuw                                        |           | Bij Langerbroekerdijk         | 52° 0' 43" NB, 5° 19' 12" OL  | 45645  | Upload foto                                                                        |
| Terrein waarin de overblijfselen van het versterkte huis Weerdenstein | Archeologisch monument    | 13e/14e eeuw                                    |           | Bij Weerdensteynselaan        | 52° 0' 39" NB, 5° 18' 0" OL   | 45646  | Upload foto                                                                        |
| Terrein waarin de overblijfselen van het versterkte huis Rodestein | Archeologisch monument    | middeleeuwen                                    |           | Bij Rhodensteijnselaan        | 52° 0' 53" NB, 5° 18' 60" OL  | 45647  | Terrein waarin de overblijfselen van het versterkte huis Rodestein                 |
| Terrein waarin de overblijfselen van het versterkte huis Sandenburg | Archeologisch monument    | 13e eeuw                                        |           | Bij Sandenbrugerlaan          | 52° 0' 25" NB, 5° 20' 36" OL  | 45648  | Upload foto                                                                        |
| Hinderstein: woontoren | Kasteel, buitenplaats     | 1800-1900                                       |           | Langbroekerdijk A 121         | 52° 0' 51" NB, 5° 18' 42" OL  | 510037 | Meer afbeeldingen                                                                  |
| Hinderstein: historische tuin- en parkaanleg | Tuin, park en plantsoen   | 1850-1900                                       |           | Langbroekerdijk A bij 121     | 52° 0' 51" NB, 5° 18' 42" OL  | 510039 | Meer afbeeldingen                                                                  |
| Hinderstein: poortgebouw annex koetshuis | Bijgebouwen kastelen enz. | 1500-1600                                       |           | Langbroekerdijk A bij 121     | 52° 0' 52" NB, 5° 18' 44" OL  | 510040 | Meer afbeeldingen                                                                  |
| Hinderstein: tuinmanswoning | Bijgebouwen kastelen enz. | 1851                                            |           | Langbroekerdijk A 123         | 52° 0' 53" NB, 5° 18' 39" OL  | 510041 | Meer afbeeldingen                                                                  |
| Walenburg: hoofdonderdeel | Kasteel, buitenplaats     | middeleeuwen                                    |           | Langbroekerdijk A 29          | 52° 0' 22" NB, 5° 20' 19" OL  | 510848 | Meer afbeeldingen                                                                  |
| Walenburg: historische tuin- en parkaanleg | Tuin, park en plantsoen   | middeleeuwen                                    |           | Langbroekerdijk A bij 29      | 52° 0' 23" NB, 5° 20' 20" OL  | 510851 | Meer afbeeldingen                                                                  |
| Sandenburg: landhuis | Kasteel, buitenplaats     | 1275-1325                                       |           | Langbroekerdijk A 28          | 52° 0' 25" NB, 5° 20' 40" OL  | 518104 | Meer afbeeldingen                                                                  |
| Sandenburg: koetshuis | Bijgebouwen kastelen enz. | 1860                                            |           | Langbroekerdijk A 24A         | 52° 0' 25" NB, 5° 20' 40" OL  | 518105 | Sandenburg: koetshuis                                                              |
| Sandenburg: toegangshek met brug | Erfscheiding              | 1860-1875                                       |           | ten n.o. van Sandenburg (bij) | 52° 0' 25" NB, 5° 20' 30" OL  | 518106 | Sandenburg: toegangshek met brug                                                   |
| Sandenburg, oranjerie | Tuin, park en plantsoen   | 1860-1870                                       |           | Langbroekerdijk A 29          | 52° 0' 25" NB, 5° 20' 40" OL  | 518107 | Meer afbeeldingen                                                                  |
| Sandenburg: tuinmanswoning | Bijgebouwen kastelen enz. | 1857-1860                                       |           | Langbroekerdijk A bij 29      | 52° 0' 22" NB, 5° 20' 38" OL  | 518108 | Sandenburg: tuinmanswoning                                                         |
| Sandenburg: toegangshek | Erfscheiding              | 1857-1860                                       |           | Langbroekerdijk A bij 29      | 52° 0' 25" NB, 5° 20' 36" OL  | 518109 | Sandenburg: toegangshek                                                            |
| Sandenburg: parkaanleg | Tuin, park en plantsoen   | 1855-1860                                       |           | Langbroekerdijk A bij 29      | 52° 0' 25" NB, 5° 20' 36" OL  | 518110 | Sandenburg: parkaanleg                                                             |
| Langhuisboerderij | Boerderij                 | ca. 1870                                        |           | Langbroekerdijk B 9           | 51° 59' 30" NB, 5° 22' 24" OL | 518111 | Langhuisboerderij                                                                  |
| Langhuisboerderij | Boerderij                 | ca. 1870                                        |           | Langbroekerdijk B 12          | 51° 59' 45" NB, 5° 21' 51" OL | 518118 | Langhuisboerderij                                                                  |
| Hinderstein: kas | Tuin, park en plantsoen   | 1930-1935                                       |           | Langbroekerdijk A bij 121     | 52° 0' 51" NB, 5° 18' 36" OL  | 530788 | Meer afbeeldingen                                                                  |
| Weerdesteyn: woontoren huis Weerdesteyn | Kasteel, buitenplaats     | 1876                                            |           | Weerdesteynselaan 1           | 52° 0' 40" NB, 5° 17' 59" OL  | 530550 | Meer afbeeldingen                                                                  |
| Weerdesteyn: historische tuin- en parkaanleg | Kasteel, buitenplaats     | ca. 1300                                        |           | Bij Weerdesteynselaan 1       | 52° 0' 38" NB, 5° 18' 12" OL  | 530551 | Meer afbeeldingen                                                                  |
| Weerdesteyn: poortgebouw | Kasteel, buitenplaats     | 1642                                            |           | Bij Weerdesteynselaan 1       | 52° 0' 39" NB, 5° 17' 58" OL  | 530552 | Meer afbeeldingen                                                                  |
| Weerdesteyn: muren met poort om het huiseiland | Kasteel, buitenplaats     | 1875-1876                                       |           | Bij Weerdesteynselaan 1       | 52° 0' 41" NB, 5° 17' 59" OL  | 530553 | Meer afbeeldingen                                                                  |
| Weerdesteyn: boerderij | Boerderij                 | 1875-1876                                       |           | Weerdesteynselaan 2           | 52° 0' 39" NB, 5° 18' 4" OL   | 530554 | Meer afbeeldingen                                                                  |
| Weerdesteyn: hooiberg | Boerderij                 | 1900                                            |           | Weerdesteynselaan 2           | 52° 0' 40" NB, 5° 18' 5" OL   | 530555 | Meer afbeeldingen                                                                  |